# Jendry Pitoy
Jendry Christian Pitoy (ur. 15 stycznia 1981 w Tomohon) – piłkarz indonezyjski grający na pozycji bramkarza.

## Kariera klubowa
Karierę piłkarską Pitoy rozpoczął w klubie Persmin Minahasa. W 1997 roku zadebiutował w jego barwach w indonezyjskiej pierwszej lidze. Zawodnikiem Persminu był do końca 1999 roku, a na początku 2000 roku odszedł do Persmy Manado. W Persmie grał do końca 2001 roku. Na początku 2002 roku ponownie zmienił klub i został piłkarzem Persikoty Tangerang. Z kolei w 2005 roku podpisał kontrakt z Persipurą Jayapura. W tamtym roku wywalczył z nią mistrzostwo kraju, swoje pierwsze w karierze. W latach 2009–2010 grał w Perseman Manokwari. W 2010 został zawodnikiem Persiji Dżakarta, a w 2011 - Persib Bandung. W latach 2012–2013 grał w klubie Persiram Raja Ampat, a w 2014 przeszedł do klubu Persebaya Surabaya.

## Kariera reprezentacyjna
W reprezentacji Indonezji Pitoy zadebiutował 26 września 2003 roku w zremisowanym 1:1 towarzyskim spotkaniu z Malezją. W 2007 roku został powołany przez selekcjonera Iwana Kolewa do kadry na Puchar Azji 2007. Na tym turnieju rozegrał 2 spotkania: z Bahrajnem (2:1) i z Arabią Saudyjską (1:2).